# Île Maican
L'île Maican (ukrainien : Майкан, roumain : Insula Maican) est un îlot ukrainien sur le bras de Chilia du Danube.

## Géographie
L'îlot se trouve sur le bras de Chilia séparant l'Ukraine au nord de la Roumanie au sud. L'îlot se situe entre la ville roumaine de Chilia Veche et la ville ukrainienne de Vylkove, à environ 30 m de la rive roumaine au sud-ouest et à environ 200 m de la rive ukrainienne au nord-est, au sud du talweg du bras de Chilia.
Il a une superficie d'environ 0,18 km2. La longueur est d'environ 920 m pour une largeur perpendiculaire maximale d'environ 320 m. Cet îlot sédimentaire et plat, inhabité et sans activité économique, est soumis à l'érosion et aux crues ; il est en partie boisé.

## Histoire
Après l'occupation soviétique de la Bessarabie et de la Bucovine du Nord le 28 juin 1940, l'armée soviétique a également occupé l'arrondissement de Herța et plus tard six îles au sud du bras de Chilia, dont Maican. Afin de forcer les Roumains à reconnaître cet état de fait, le sous-commissaire du Commissariat aux affaires étrangères de l'Union soviétique, Vladimir Dekanozov, transmet le 17 août 1940 à l'ambassadeur de Roumanie à Moscou, Grigore Gafencu (ro), que l'État soviétique voulait constituer une commission mixte à Moscou. La délégation roumaine conduite par le général Constantin Sănătescu avait pour instruction de négocier le tracé de la frontière.
Les pourparlers roumano-soviétiques ont eu lieu entre le 6 septembre et le 24 octobre 1940 et se sont avérés très difficiles, car la partie soviétique contestait la frontière roumano-russe entre 1878 et 1918 à l'embouchure du Danube, sur le talweg du bras de Chilia, et la carte soviétique accompagnant l'ultimatum du 26 juin 1940 traçait la nouvelle frontière sur la rive droite, roumaine, du bras de Chilia ; le chef de la délégation soviétique, le général Matveï Malanine, présenta ce tracé comme non-négociable. Il déclara que « la Roumanie, contrôlant deux bras du Danube : Sulina et Saint Georges et pouvant pleinement assurer sa navigation sur ces deux bras, ne devait pas conserver le bras de Chilia, qui devait devenir soviétique d'une rive à l'autre ».
La délégation roumaine contesta ce point de vue, acceptant de céder la moitié du bras de Chilia entre la rive nord et le talweg, comme en 1878. Dans la nuit du 25 au 26 octobre 1940, à 1 heure, quatre moniteurs soviétiques débarquent des troupes sur les îles de Daleru Mare et de Salangic. Une courte bataille s'ensuivit, au cours de laquelle 6 garde-frontière roumains sont tués, les troupes roumaines, en infériorité numérique, étant forcées d'abandonner les îles. Le 26 octobre, les troupes soviétiques occupent les îles de Tătaru Mare, Daleru Mic et Maican, et le 5 novembre, elles occupent l'île Limba dans le golfe de Musura. La délégation soviétique mit la Roumanie devant le fait accompli, occupant de force six îles sur le bras de Chilia, totalisant 23,75 km2. Ainsi, le bras de Chilia devenait soviétique, la ligne frontière étant déplacée unilatéralement au contact de la rive roumaine et sur le bras de Musura. Le ministère roumain des Affaires étrangères protesta à Moscou contre ce coup de force. Le sous-commissaire aux Affaires étrangères de l'URSS Andreï Vychinski déclara que ces îles « n'ont aucune valeur pour la Roumanie, mais sont très importantes pour l'URSS » et que « la Roumanie ne devrait pas s'obstiner dans une position que le gouvernement soviétique ne peut accepter ». En janvier 1941 les Soviétiques dévoilèrent leurs intentions en présentent à la Roumanie un ultimatum exigeant tout le delta du Danube jusqu'au Bras de Saint Georges. Simultanément l'URSS tente de s'emparer du port de Galați qu'un mouilleur de mines soviétique bloque, mais cette fois la marine fluviale roumaine réplique, tuant 26 soviétiques et perdant elle-même 85 marins. Sur un rappel à l'ordre de leur allié allemand, les soviétiques retirent leur ultimatum et s'en tiennent à la frontière tracée en octobre 1940.
Après le déclenchement de la guerre anti-soviétique, le 21 juillet 1941, des unités militaires roumaines de la 10e division d'infanterie traversent le Danube, reprennent les villes d'Izmaïl, Chilia Nouă et Vâlcovu ; en cinq jours des Soviétiques évacuent toute la Bessarabie méridionale. Lors du retournement du front roumain (1944), les gardes-frontières soviétiques réoccupent sans combat toutes les îles au sud de la voie navigable principale du bras de Chilia, la Roumanie état devenue un pays allié. Peu après, le 6 mars 1945, elle devient un pays communiste qui n'a rien à refuser à l'URSS.

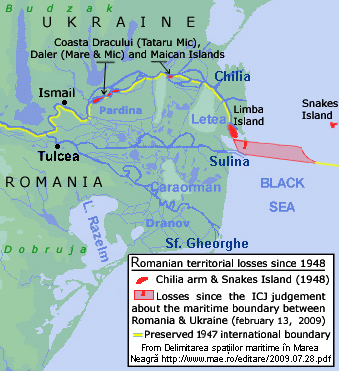
En rouge (îles) et rose (eaux), les territoires perdus par la Roumanie depuis 1948.

Le 4 février 1948, le Premier ministre de la République populaire roumaine, Petru Groza, et le ministre des Affaires étrangères de l'URSS, Viatcheslav Molotov, signent à Moscou le « Protocole sur la spécification de la frontière d'État entre la Roumanie et l'URSS », qui, tout en invoquant le traité de paix de 1947, le transgressait en déplaçant la frontière, sur environ un tiers de la longueur du bras de Chilia, au sud du talweg navigable de ce bras, « laissant les îles de Tataru Mic, Daleru Mic et Mare, Maican et Limba à l'URSS, et les îles Tataru Mare, Cernofca et Babina à la Roumanie ; l'île des Serpents, située en mer Noire, à l'est des bouches du Danube, est intégrée à l'URSS ».
Selon le protocole, une commission mixte soviéto-roumaine a été chargée de délimiter sur le terrain la frontière entre les deux États dans la zone du bras de Chilia et en mer Noire. Bien qu'elle ait navigué sur le talweg du bras de Chilia, la commission fixa la frontière, en plusieurs secteurs, sur des bras latéraux de la rive droite (sud). Toutefois, les îles Tatomir (Tătaru Mare), Babina et Cernofca, également occupées par l'URSS en 1944, sont restituées à la Roumanie, les gardes-frontières soviétiques s'en retirant. En revanche, l'île Maican est transférée à l'URSS.
Ce tracé n'a jamais été ratifié par la Roumanie. Cependant, le 25 novembre 1948, les représentants des ministères des Affaires étrangères des deux pays (Nikolai Pavlovich Choutov, premier secrétaire à l'ambassade de l'URSS à Bucarest et Edouard Mezincescu (ro), ministre plénipotentiaire) signèrent sur place, à bord d'une péniche soviétique, un rapport établissant la frontière roumano-soviétique sur le canal de Musura, situé à l'ouest de l'île de Limba et du bras de Chilia.
Ignorant ces documents longtemps tenus secrets, le capitaine Constantin Copaciu (1910-1995), chef du Bureau hydrographique et aérophotogrammétrique et membre de la Commission de délimitation des frontières, entend prouver que l'île des Serpents et 5 autres îles du bras de Chilia, occupées par les Soviétiques, étaient de droit roumaines. Il demande l'interruption des travaux de la commission de délimitation pour obtenir des éclaircissements du gouvernement roumain et de la Commission européenne du Danube. En janvier 1949, lors de la délimitation des eaux territoriales en mer, l'officier roumain contesta la carte dressée par la délégation soviétique sur laquelle l'île des Serpents figurait comme soviétique. Constantin Copaciu est arrêté le 5 mars 1949 et libéré de prison après quinze ans de détention sans jugement, sur intervention pressante de la CIESM auprès du gouvernement roumain. Expulsé de Roumanie, il termina sa carrière au Musée océanographique de Monaco,. En août 1949, des chalands soviétiques débarquent des troupes sur l'île des Serpents, y arrêtent les gardiens du phare roumain et les débarquent dans la ville de Sulina.
Au fil du temps, le chenal entre l'île roumaine de Babina et l'île ukrainienne Maican a été en partie comblé par des alluvions, mais la frontière est restée la même. En 1991, à la suite de la dislocation de l'URSS, l'île Maican est devenue une partie de l'Ukraine.

## Différend frontalier

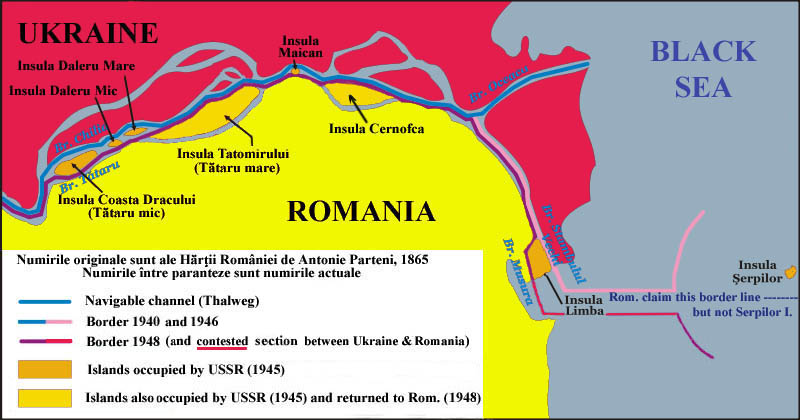
La frontière internationale reconnue en 1940 et 1947 (violet), et les îles en litige de 1948 à 2007.

Conformément aux traités entre la Roumanie et l'Ukraine signés le 2 juin 1997 à Constanța et le 17 juin 2003 à Cernăuți, une commission conjointe roumano-ukrainienne des frontières a été créée pour vérifier le tracé de la frontière commune et préparer la documentation frontalière, qui remplacera celle datant des années 1970. Cette commission analyse également la situation de la frontière sur les cours d'eau. Elle devait établir la frontière sur les cours d'eau entre les deux pays au milieu du chenal navigable principal (sur les eaux frontalières navigables) et au milieu du lit le plus profond (sur les eaux frontalières non navigables).
Après avril 2009, selon Boris Tregubov, vice-président du Service national des frontières de l'Ukraine, la délégation roumaine de la Commission roumano-ukrainienne a fait une première tentative pour tracer la ligne frontalière dans la région de l'île de Maican sur le talweg du bras de Chilia, plus près qu'actuellement du rivage ukrainien.
Le 14 avril 2010, le ministre roumain des Affaires étrangères, Teodor Bakonski, a déclaré que si la frontière est établie sur le talweg, l'île Maican devrait revenir à la Roumanie car la voie navigable qui détermine le tracé de la frontière se trouve au nord de l'île Maican. Il a précisé que ce changement de frontière n'est pas une revendication territoriale contre l'Ukraine, mais seulement une question technique et pratique. « La question est traitée sur la base du texte de 2003 de notre accord avec l'Ukraine par un comité technique pour l'établissement de la frontière commune. Dans les parties non navigables de la frontière, pourrait changer ou, plus précisément, refléter la changements géomorphologiques qui se sont produits de 1973 à 2010. Il ne s'agit pas d'une revendication territoriale, nous n'avons aucune raison de nous agiter, c'est l'affaire des experts qui font partie de la Commission mixte roumano-ukrainienne pour la délimitation de la frontière commune. Il s'agit d'études géométriques et du respect de la situation sur le terrain, selon les deux principes de délimitation de la frontière commune inscrits dans notre traité de 2003 avec l'Ukraine ». 
Le ministère ukrainien des Affaires étrangères a déclaré que « la partie ukrainienne n'a pas l'intention de modifier la frontière dans cette zone et toutes les questions litigieuses découlant de la volonté de la partie roumaine d'apporter des modifications pertinentes seront discutées par les services frontaliers ainsi qu'à la réunion du 27 entre le vice-ministre ukrainien des Affaires étrangères Konstantin Eliseïev et le secrétaire d'État roumain aux Affaires étrangères Bogdan Mazuru ».
Ignorant la situation précédente (ancienne appartenance à la Roumanie des îles annexées en 1948 par l'URSS), la presse nationaliste ukrainienne et plusieurs députés ukrainiens comme Gennady Zadarko lancèrent une campagne de presse affirmant que la Roumanie aurait des revendications territoriales contre l'Ukraine. Le député Zadarko a déclaré au quotidien Segodnia que « l'Ukraine pourrait à nouveau perdre une partie de son territoire. Lentement, sans nous déclarer la guerre, notre voisin, la Roumanie, prend un autre lopin de terre. Il y a un an, à la suite du procès devant la Cour internationale de justice de La Haye, il a gagné 9 700 kilomètres carrés du plateau continental de la mer Noire près de l'île des Serpents, où se trouvent d'importantes réserves de pétrole et de gaz. Maintenant, réessayez. […] La Roumanie revendique avec insistance cette île et une autre chaîne d'autres îles, en la souhaitant. […] L'idée est que Maican n'est pas la plus grande île, elle n'a qu'une superficie de quelques milliers de mètres carrés, ce sont des îles beaucoup plus grandes, mais c'est un précédent très dangereux. Car si le chenal aval, entre les îles Babina et Ermakov, devient boueux, il faudra aussi le remettre aux Roumains ».
Outre l'aspect territorial, un aspect économique a également été invoqué. Au nord de l'île Maican, les Ukrainiens ont construit en 2005 un canal navigable plus large et plus profond sur le bras de Bystroe, exploité exclusivement par l'Ukraine. Si la frontière était rapprochée de ce canal, ce dernier pourrait devenir accessible à la Roumanie et l'Ukraine devrait en partager les avantages.
L'invasion de l'Ukraine par la Russie en 2022 a rendu les relations entre la Roumanie et l'Ukraine plus cordiales : les Roumains se montrent solidaires de leur voisin oriental menacé, accueillent des centaines de milliers de réfugiés et soutiennent la procédure d'adhésion de l'Ukraine à l'Union européenne,,, ce qui crée un apaisement des litiges frontaliers, permettant une éventuelle relance des travaux de la Commission conjointe pour la délimitation, dans l'esprit des traités du 2 juin 1997 et du 17 juin 2003,.